# 清見潟
清見潟（きよみがた）は、
- 駿河国庵原郡（現・静岡県静岡市清水区興津）にあった干潟。後背に清見関、清見寺を擁する景勝地であった。
- 日本相撲協会の年寄名跡のひとつ - 本項にて記載。

## 清見潟（名跡）
清見潟（きよみがた）は、初代・清見潟が四股名として名乗っていた名跡で、その由来は定かではない。

### 清見潟の代々
- 代目の太字は、部屋持ち親方。

| 代目 | 引退時しこ名   | 最高位 | 現役時の所属部屋  | 襲名期間                                      | 備考                                   |
| ---- | -------------- | ------ | ----------------- | --------------------------------------------- | -------------------------------------- |
| 初代 | 清見潟又藏     | ---    | ---               |                                               |                                        |
| 2代  | 立浪夘太夫     | ---    | ---               |                                               |                                        |
| 3代  | 小森野又市     | ---    | 清見潟部屋        | ?-1862年11月（廃業）                          |                                        |
| 4代  | 三代ノ松鉄之介 | 十8    | 清見潟部屋        | 1863年7月-1869年12月（死去）                  |                                        |
| 5代  | 志貴ノ海幸蔵   | 前1    | 清見潟部屋        | 1870年11月-1898年5月（廃業）                  | 二枚鑑札                               |
| 6代  | 勢力忠四郎     | 十1    | 清見潟部屋        | 1898年5月-1920年1月（死去）                   |                                        |
| 7代  | 岩木山孫平     | 前6    | 清見潟部屋        | 1920年5月-1930年1月（廃業）                   | 二枚鑑札                               |
| 8代  | 伊勢錦清       | 十9    | 清見潟-出羽海部屋 | 1931年3月-1967年2月（停年(定年。以下同)退職） | 6代の甥                                |
| 9代  | 栃王山裕規     | 前1    | 春日野部屋        | 1972年1月-1976年10月（廃業）                  |                                        |
| 10代 | 大竜川一男     | 前1    | 三保ヶ関部屋      | 1979年5月-2011年1月（停年退職）               |                                        |
| 11代 | 栃栄篤史       | 前1    | 春日野部屋        | 2011年1月-2014年8月                           | 借株→一時的襲名 12代三保ヶ関に名跡変更 |
| 12代 | 武州山隆士     | 前3    | 武蔵川-藤島部屋   | 2016年1月-2020年5月                           | 一時的襲名 23代春日山に名跡変更        |
| 13代 | 栃煌山雄一郎   | 関脇   | 春日野部屋        | 2020年7月-                                    | 三役経験者初の襲名                     |